# Айяла, Давид
Давид Айяла (исп. David Ayala; 26 июля 2002) — аргентинский футболист, полузащитник клуба MLS «Портленд Тимберс».

## Клубная карьера
Воспитанник футбольной академии клуба «Эстудиантес». В основном составе дебютировал 10 декабря 2019 года, выйдя в стартовом составе в матче аргентинской Суперлиги против «Архентинос Хуниорс».
1 февраля 2022 года перешёл в клуб MLS «Портленд Тимберс», подписав контракт до конца сезона 2025 с опцией продления ещё на один год. В высшей лиге США дебютировал 12 марта в матче против «Остина», выйдя на замену во втором тайме.

## Карьера в сборной
В 2019 году в составе сборной Аргентины до 17 лет провёл пять матчей на юношеском чемпионате Южной Америки. Его сборная выиграла этот турнир и квалифицировалась на юношеский чемпионат мира, на котором Айяла провёл четыре матча.

## Достижения
Аргентина (до 17)
- Победитель чемпионата Южной Америки (до 17 лет): 2019